# ク・ハラ
ク・ハラ（구하라／Koo Hara、1991年1月3日 - 2019年11月24日）は、日本で活動していた韓国の歌手、女優。2008年から2016年までKARAのメンバーとして活動。血液型はB型。愛称は「ハラク」。

## 略歴

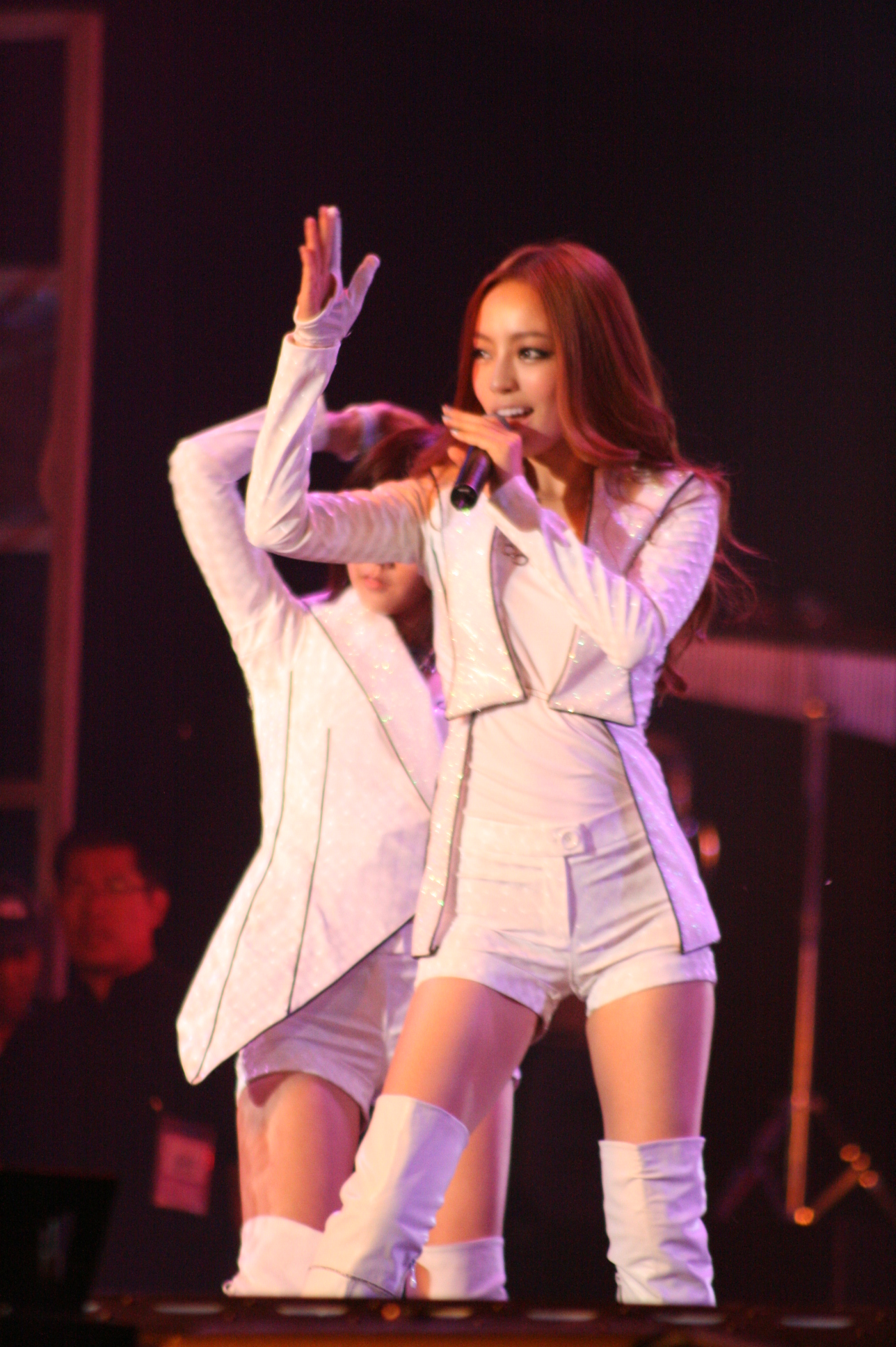
2010 Asia Song Festival

- 2008年、KARAのメンバーであったソンヒが脱退したことを受け、ケーブルチャンネルのMnetと連動して実施された公開オーディションに合格する。同年発表曲の「Rock U」から同時期加入の知英とともにKARAのメンバーとして活動する。
- 2015年6月12日、初のエッセイ集「Nail HARA」を発売。日本発売は2015年8月31日。有名ネイルアーティストのTREND Nのキム・スジョン院長とコラボレートしたネイルエッセイブック。
- 2015年7月14日、ソロデビュー1stミニアルバム「ALOHARA (Can You Feel It？)」をリリース。収録曲「어때？(どう？・How About Me？)」にはヨンジがラップとして参加、「Rainy Day」にはスンヨンが作詞を担当した。
- 2016年1月15日、DSPメディアとの専属契約が終了。その後、キーイーストと専属契約を締結。
- 2017年7月1日、子会社のContent Yに移籍[6]。
- 2019年1月末をもってContent Yとの契約を終了[7]。6月、プロダクション尾木と契約し、活動拠点を日本に移す[8]。
- 2019年11月24日午後、韓国の自宅にて遺体で発見された。28歳没。現場でハラが作成したと見られる、自分の身辺を悲観する内容のメモが発見されたことから、警察は事件性がないと判断、自殺と見られている[9]。
- 2020年4月20日、フォトブック『HARA』（宝島社）が、週間0.1万部を売り上げ、「オリコン週間BOOKランキング」ジャンル別「写真集」（集計期間:4月6日～12日）で8位にランクインした[10]。

## 人物
- 韓国光州直轄市(現・光州広域市)西区出身
- 学歴：全羅南道芸術高等学校音楽科(転校)→東明女子情報産業高等学校(卒業)、誠信女子大学校（4年制大学） メディア映像演技学部(在学中)
- 趣味：写真撮影、読書、ジム（運動）
- 特技：車の運転。韓国のバラエティ番組『青春不敗』では田植機などの運転も行っていた[11]。
- 座右の銘：なせば成る
- 祖母から「子犬ちゃん」と呼ばれて育てられた家庭事情があり、祖母（2011年1月死去）への深い愛情がある。
- 韓国の安室奈美恵と言われる事もある[12]。
- クールなお嬢様担当、ニックネームは「ハラちゃん」「クサインボルト（後述）」「ハラク（後述）」[5]。
- 東日本大震災の被災地への支援として、1億ウォン（約720万円）を寄付した[13][14]。
- 人形のようなスタイル等、外見的な面を報じられることが多いが、内面は保険について真剣に検討したり[15]するなど経済観念もしっかりしている。
- 自己紹介は「クールなお嬢様担当」と言っているが、一方で笑いをとるのが好きなようである[16]。
- 運動神経が良い。韓国のアイドル運動会の短距離走で大差をつけ1位になった事があり、「ク・ハラ+ウサイン・ボルト」を合わせて「クサインボルト」[17]。
- 2014年12月、プロクター・アンド・ギャンブル(P＆G)傘下のマックスファクター社製造の高級コスメ「SK-II」のフェイシャルトリートメントエッセンス限定品、「ピテラエッセンス2014リミティッドエディション」の韓国広報大使に起用される[18]。

## ディスコグラフィ

### ミニアルバム
| No. | タイトル                | 収録曲 |
| --- | ----------------------- | --- |
| 1st | ALOHARA (2015年7月14日) | 1. 어때 (どう？) (Feat. 영지 of KARA) 2. 초코칩쿠키 (Choco Chip Cookies) (Feat. Giriboy) 3. La la la (Feat. Matthew) 4. 하라구 5. Rainy Day (Feat. 태빈) 6. 초코칩쿠키 (Inst.) |

### シングル
- WIlD（2018年7月30日）
- Midnight Queen（2019年11月13日）
日本でのソロデビューシングルという位置付けだったが、発売11日後に死去したことによりこれが最後の作品となった。

### 参加作品
- 『シティーハンター in Seoul』オリジナル・サウンドトラック（2012年4月11日）
  - M3「I Love U, I Want U, I Need U (Sweet Acoustic Ver.)」
- Galileo+（2013年6月26日）
  - M6「사랑의 마법（恋の魔力）」（HARA+名義）

### MV
| 年   | タイトル                                            |
| ---- | --------------------------------------------------- |
| 2015 | 초코칩쿠키 (Choco Chip Cookies)                     |
| 2015 | 초코칩쿠키 (Choco Chip Cookies) (choreography ver.) |
| 2015 | 어때 (どう？) (choreography ver.)                   |

## 出演作品

### テレビドラマ
- 『シティーハンター in Seoul』（SBS、2011年5月25日 - 7月28日）チェ・ダヘ役
- 『ガリレオ 第2シーズン』最終章「聖女の救済」前編（フジテレビ、2013年6月17日）ヨンア役[19]
- 『大丈夫、愛だ』最終話（SBS、2014年9月11日）熱血ファン役（カメオ出演）

### バラエティ番組
- 非常に疑わしいキャスト Season2 （Mnet、2008年11月21日 - 2009年1月25日）
- 青春不敗 （KBS、2009年10月23日 - 2010年12月24日 ）
- 日曜日の夜 "大韓民国生態救助団 ハンターズ" （MBC、2009年12月6日 - 2010年1月10日 [司会]）
- SBS人気歌謡 （SBS、2011年11月20日 - 2012年8月19日 [司会]）
- A Style For You（KBS、2TV 2015年4月 - ） - 司会
- 拳を握って少林寺（SBS、2015年10月17日 - ）

### リアリティ番組
- HARA ON＆OFF The Gossip (MBC MUSIC、2014年12月29日)

### CM
- WeMakePrice（2011年）
- Puzzle Bubble Online（2011年）
- NATURE REPUBLIC（2011年）
- スニッカーズ（2011年）
- チョウムチョロム（2012年）
- ロハス製薬 ALFACE+ アクアモイスチャー シートマスク（2017年）
  - 「ふたり」篇・「ひとり」篇（5月8日 - 31日）[20]
  - 「チャンス」篇・「ピンチ」篇・「迷わせる」篇・「想い」篇（ブランドサイト；9月4日 - / 全国テレビスポット；9月15日 - ）[21]

### ラジオ
- 『シンドン、シニョンの退屈打破』（MBC、2009年 - 2010年4月）
- 『DSP RADIO』（第3回DJ） （2014年11月26日）

### ミュージックビデオ
- 2012年：A-JAX 「ONE 4 U」
- 2015年：KIXS 「Beautiful」

## 出版
- 2015年：エッセイ集「Nail HARA」

## 受賞歴
2015年
- 《2015 SBS演芸大賞》 - ベストチャレンジ賞